# Petit traité de Versailles (1919)
Pour les articles homonymes, voir traité de Versailles.

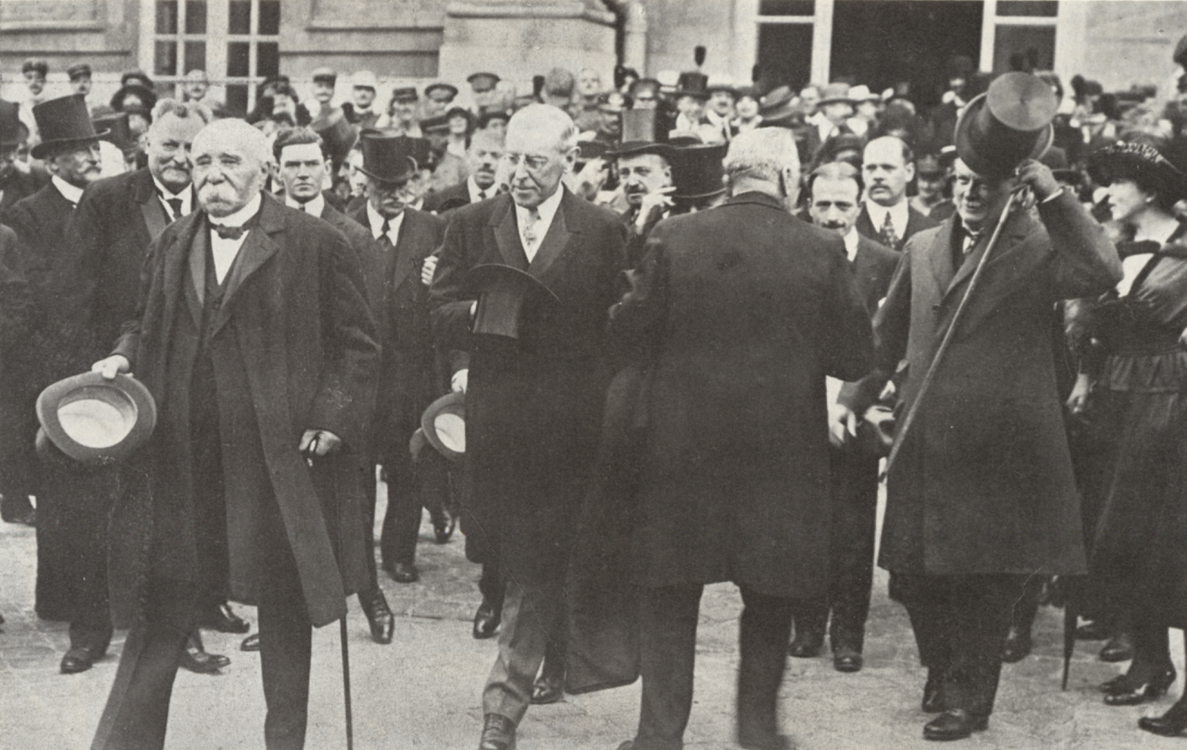
Les chefs de gouvernement des puissances alliées.

Le petit traité de Versailles est la désignation courante d'un traité de paix, également appelé traité des minorités polonaises, signé à Versailles le 28 juin 1919, en même temps que le traité de Versailles (d'où son nom de « petit ») et dont le nom complet est « Traité concernant la reconnaissance de l'indépendance de la Pologne et de la protection des minorités », conclu entre les principales puissances alliées et associées (les États-Unis d'Amérique, le Royaume-Uni, la France, l'Italie et le Japon) et la Pologne, et visant notamment à protéger les minorités en Pologne dont le nouveau territoire comportait de nombreuses minorités (allemandes, lituaniennes, biélorusses, ukrainiennes, juives).
Il découle de la mise en œuvre des dispositions de l'article 93 du traité de Versailles qui précisait que : « La Pologne accepte, en en agréant l'insertion dans un traité avec les principales puissances alliées et associées, les dispositions que ces puissances jugeront nécessaires pour protéger en Pologne les intérêts des habitants qui diffèrent de la majorité de la population par la race, la langue ou la religion. ».
Pour la Pologne, ce traité est signé par Ignacy Paderewski, président du Conseil des Ministres, ministre des Affaires étrangères, et Roman Dmowski, président du Comité national polonais. Le traité entre en vigueur le 10 janvier 1920, le Sejm l'ayant ratifié le 31 juillet 1919, mais la Pologne le dénoncera le 13 septembre 1934 auprès de la Société des Nations, refusant la protection internationale des minorités.

## Contexte général
L'armistice entre la Russie et les puissances centrales en décembre 1917, la reprise des opérations militaires le 9 février 1918, puis la signature des traités de Brest-Litovsk, d'abord avec l'Ukraine (traité de Brest-Litovsk du 9 février 1918), puis le 3 mars 1918, avec la Russie soviétique (traité de Brest-Litovsk), et au fur et à mesure, le 7 mars 1918 avec la Finlande, qui se sépare de la Russie (traité de Berlin), puis, le 7 mai 1918, le traité de Bucarest, pose le problème des nouvelles frontières russes. 
La guerre pour le camp allié se poursuit aux abords de la Russie, avec des gouvernements de type soviétique en Ukraine, en Biélorussie, dans le Caucase. C'est dans le contexte du traité de paix avec l'Allemagne, que les Puissances alliées et associées concluent alors avec la Pologne un traité spécial, le « petit traité », qui servira par la suite de modèle pour les traités dits des minorités, conclus avec les autres pays alliés, auxquels sont désormais rattachés des territoires appartenant auparavant aux Empires centraux et permettant de donner une autre nationalité aux Russes, Austro-Hongrois et Allemands ayant changé de pays.

## Hautes parties contractantes
Les Hautes Parties contractantes sont représentées comme suit :
- les États-Unis, par Woodrow Wilson, président des États-Unis, agissant tant en son nom personnel que de sa propre autorité ; Robert Lansing, secrétaire d'État ; Henry White, ancien ambassadeur extraordinaire et plénipotentiaire des États-Unis à Rome et à Paris ; Edward M. House ; Le général Tasker H. Bliss, représentant militaire des États-Unis au Conseil supérieur de Guerre ;
- le Royaume-Uni et les territoires britanniques au-delà des mers, par David Lloyd George, en tant que Premier Lord de la Trésorerie et Premier Ministre ; Andrew Bonar Law, Lord du Sceau privé ; Alfred Milner, secrétaire d'État pour les Colonies ; Arthur James Balfour, secrétaire d'État pour les Affaires étrangères ; Georges Nicoll Barnes, ministre sans portefeuille ; et pour le Dominion du Canada, Charles Joseph Doherty, ministre de la Justice ; Arthur Lewis Sifton, ministre des Douanes ; et pour le Commonwealth d'Australie, William Morris Hughes, attorney general et Premier Ministre ; Joseph Cook, ministre de la Marine ; Pour l'Union sud-africaine, le général Louis Botha, ministre des Affaires indigènes et Premier Ministre ; le lieutenant-général Jan Christiaan Smuts, K.C., ministre de la Défense ; Pour le Dominion de la Nouvelle-Zélande, William Ferguson Massey, Ministre du Travail et Premier Ministre ; Pour l'Inde, Edwin Samuel Montagu, M.P., secrétaire d'État pour l'Inde ; Le major-général Ganga Singh Bahadur, Maharaja de Bikaner ;
- la France, par Georges Clemenceau, président du Conseil, ministre de la Guerre ; Stephen Pichon, ministre des Affaires étrangères ; Louis-Lucien Klotz, ministre des Finances ; André Tardieu, commissaire général aux Affaires de guerre franco-américaines; Jules Cambon, Ambassadeur de France ;
- l'Italie, par Sidney Sonnino, député ; Guglielmo Imperiali, sénateur, ambassadeur du roi d'Italie à Londres ; Silvio Crespi, député ;
- le Japon, par Saïonzi, ancien président du Conseil des Ministres ; Makino, ancien ministre des Affaires étrangères, membre du Conseil diplomatique ; Chinda, ambassadeur extraordinaire et plénipotentiaire de l'empereur du Japon à Londres ; M. K. Matsui, ambassadeur extraordinaire et plénipotentiaire de l'empereur du Japon à Paris ; M. H. Ijuin, ambassadeur extraordinaire et plénipotentiaire de l'empereur du Japon à Rome ;
- la Pologne, par Ignace J. Paderewski, président du Conseil des Ministres, ministre des Affaires étrangères ; Roman Dmowski, président du Comité national polonais.